# Ebeleben (Adelsgeschlecht)

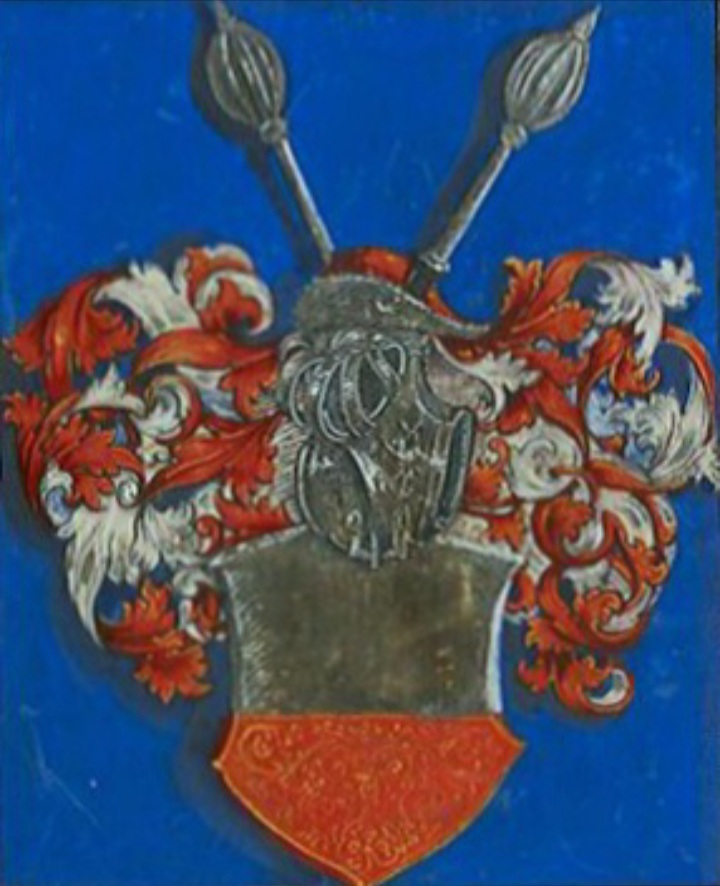
Stammwappen derer von Ebeleben (Lucas Cranach der Jüngere, 1562)

Ebeleben ist der Name eines 1651 erloschenen thüringisch-sächsischen Adelsgeschlechts.

## Geschichte

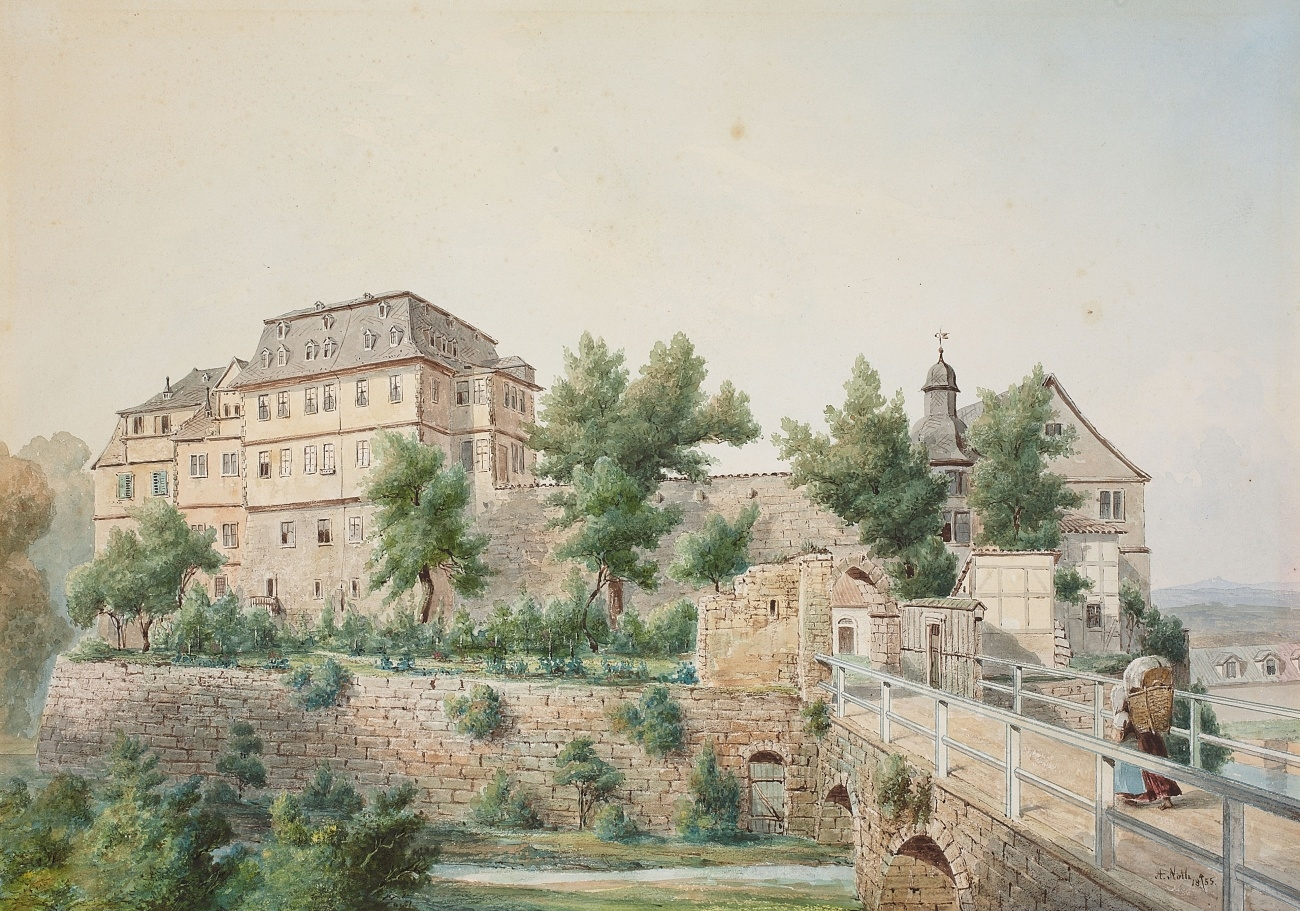
Schloss Ebeleben, Aquarell von August Friedrich Wilhelm Nothnagel (1855)

Die Herren von Ebeleben gehörten zu den „ältesten und ansehnlichsten adelichen Familien in Thüringen“. Das Geschlecht war seit dem 12. Jahrhundert als Ministeriale und Lehnsnehmer zuerst der Thüringer Landgrafen, seit 1372 der Grafen von Schwarzburg auf der Burg Ebeleben gesessen, von der sie auch ihren Namen ableiten. 1198 wurde die Familie zuerst urkundlich erwähnt.
Der Ritter Apel I. von Ebeleben nahm  am 5. Kreuzzug teil. Ritter Albert II. von Ebeleben, Lehnsmann der Grafen von Gleichen, stiftete 1287 das Nonnenkloster Sankt Walburga in Suzara. 1544 führte der mit Martin Luther bekannte Hans von Ebeleben auf seinen Besitztümern die Reformation ein. Angehörige der Familie waren auch am Hofe der sächsischen Kurfürsten bedienstet. 
In der Turmvorhalle von St. Bartholomäus befindet sich ein Epitaph von 1565–69 für die Stifter Hans und Magdalena von Ebeleben. Ein weiteres Epitaph existierte für Antonius von Ebeleben auf einem Grabmal in der Dresdener Frauenkirche.
1563 wurde einer der beiden zu Balgstädt bestehenden Edelhöfe an die Herren von Ebeleben verkauft. Von 1570 bis 1580 waren die Familie im Besitz von Burg Balgstädt.
In der Kirche von Thannstein befinden sich die Epitaphien der Margareta von Ebeleben († 4. Februar 1639) mit den Wappen ihrer vier Großeltern, darunter Georg von Ebeleben († 5. Dezember 1544) mit dem silbern-rot geteilten Schild.
Erbregelungen und erhebliche Verschuldungen führten 1616 zum Verkauf des ebelebener Besitztums mit dem Amt Ebeleben an Ludwig Günther II. von Schwarzburg-Sondershausen zu Ebeleben (1621–1681).
Mit Hans Christoph von Ebeleben (1578–1651) sind die Herren von Ebeleben im Mannesstamm erloschen. Bis zuletzt war das Rittergut Wartenburg im Familienbesitz, das durch Erbschaft an die von Witzleben kam. Zudem erbte Barbara Elisabeth von Leutzsch, Pflegetochter von Hans Christoph von Ebeleben und 1647 an Claus von Arnim auf Alt-Temmen vermählt, 2000 Taler.

## Angehörige
- Gottfried von Ebeleben, 1382–1394 Propst des Zisterzienserinnenklosters Kapellendorf
- Oberst von Ebeleben, 1546 Kommandant der Festung Leipzig
- Nicolaus von Ebeleben († 1574), Amtmann von Sangerhausen
- Hans Christoph von Ebeleben (1578–1651), Jurist und Verwaltungsbeamter

## Wappen
Der Schild ist von Silber und Rot geteilt, wobei auch gewechselte Tingierung vorkommt. Auf dem Helm mit rot-silbernen Decken ein Turnierhut oben besteckt mit zwei fächerförmig auswärts gestellten Streitkolben (Pusikanen). Später wurde zwischen dem roten Hutstumpen und dem Hermelinstulp noch eine Helmkrone dargestellt.

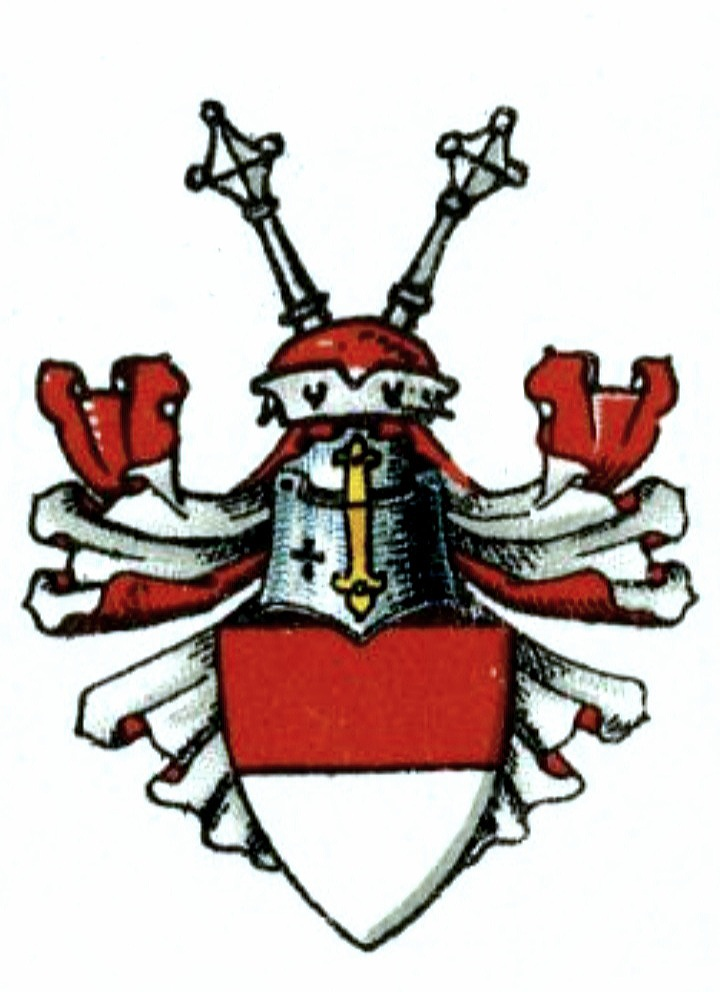
Stammwappen derer von Ebeleben (Schild mit gewechselter Tingierung als Variante)
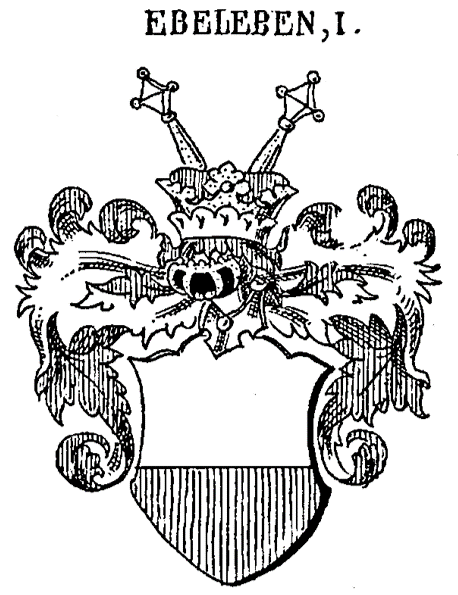
Wappen derer von Ebeleben bei Johann Siebmacher
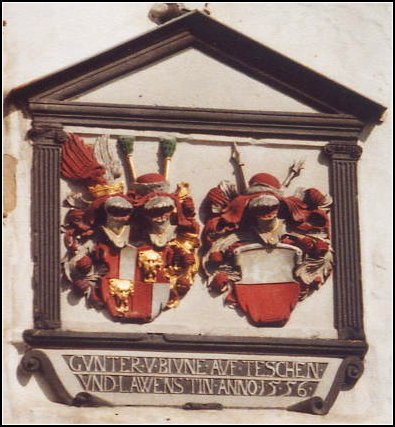
Schloss Lauenstein: Doppelwappen der Eheleute Günther von Bünau und Magdalena geb. von Ebeleben. Inschrift: „GVNTER V BIVNE AVF TESCHEN VND LAWENSTIN ANNO 1556“.